# Thomas Mayo Brewer
Thomas Mayo Brewer (Boston, 21 de novembro de 1814 - 24 de janeiro de 1880) foi um naturalista norte-americano.
Mayo é mais conhecido como o co-autor, junto com Baird and Ridgway, de A History of North American Birds (3 volumes, 1874), que foi a primeira tentativa desde a de John James Audubon (trinta anos antes) de completar o estudo da ornitologia americana.